# Emil Sučko
Emil Sučko (* 10. prosince 1947) byl slovenský a československý politik bez stranicke příslušnosti a poslanec Sněmovny lidu Federálního shromáždění za normalizace.

## Biografie
K roku 1981 se profesně uvádí jako dělník. Ve volbách roku 1981 zasedl do Sněmovny lidu (volební obvod č. 193 - Prešov II, Východoslovenský kraj). Ve Federálním shromáždění setrval do konce funkčního období, tedy do voleb roku 1986.